# Calcio di rigore

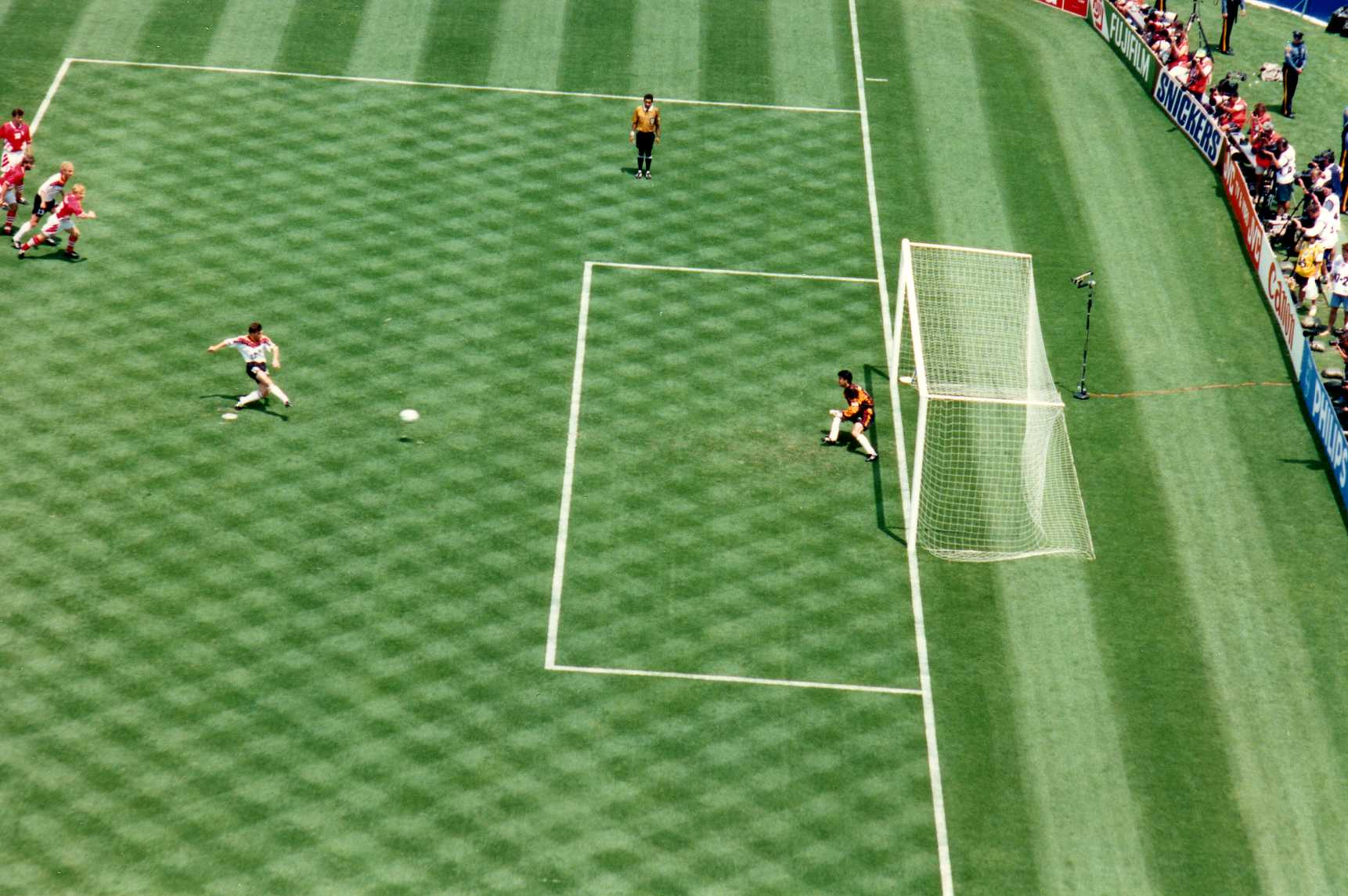
Lothar Matthäus esegue un calcio di rigore in Germania-Bulgaria 1-2 ai Mondiali 1994

Il calcio di rigore, o più semplicemente rigore, è la ripresa di gioco utilizzata nel calcio quando un calciatore commette un'infrazione nei confronti di un avversario all'interno della propria area di rigore e con il pallone in gioco. In genere, questa infrazione è punibile con un calcio di punizione diretto. È disciplinato dalla Regola 14 del Regolamento del gioco del calcio.
Non deve essere confuso con il tiro di rigore, regolamentato diversamente e che costituisce uno dei metodi per determinare la squadra vincitrice di una gara che non può terminare in parità. I tiri di rigore sono infatti disciplinati alla voce "Procedure per determinare la squadra vincente di una gara" del Regolamento del gioco del calcio, e denominano la serie di cinque o più rigori calciata al termine di una gara che prevede necessariamente la vittoria di una squadra sull'altra.
Il calcio di rigore fu ideato intorno al 1890 dal portiere irlandese William McCrum e la regola fu introdotta dall'International Football Association Board il 2 giugno 1891.

## Procedura
L'ideazione del calcio di rigore - letterariamente definito dal Premio Nobel per la letteratura Camilo José Cela pena di morte del calcio - è attribuita al portiere nord-irlandese William McCrum - di famiglia benestante e proprietario di un mulino - che lo istituì ufficiosamente intorno al 1890 (la data è controversa e indicata in periodi differenti che vanno dal 1885 appunto al 1890).
McCrum decise di applicare la nuova regola del tiro libero dalla distanza di 10,89 metri con l'intento di condizionare l'irruenza dei suoi stessi compagni che affrontavano con troppa vigorìa gli avversari che si approssimavano alla porta da lui difesa.
Il primo calcio di rigore fu tirato durante un incontro sul campo da calcio del sobborgo di Milford, contea di Armagh, settanta chilometri a ovest di Belfast, Irlanda del Nord. La Irish Football Association avanzò all'International Football Association Board la proposta di adottarlo definitivamente e al termine di un lungo dibattito il board internazionale approvò l'innovazione al regolamento il 2 giugno 1891 (il provvedimento sarebbe entrato in vigore nella stagione 1891-1892).
(Nell'immagine: Bonaventure Kalou realizza un calcio di rigore durante l'incontro Costa d'Avorio–Serbia e Montenegro ai Campionati mondiali di calcio nel 2006)
Il pallone viene posto sul punto del calcio di rigore, chiamato anche dischetto, tracciato all'interno di ciascuna area di rigore a 11 metri dalla porta ed equidistante dai pali. Il giocatore incaricato di eseguire il tiro deve essere chiaramente identificato dall'arbitro, dal portiere e dai calciatori avversari.

Una volta che il pallone è stato posizionato, tutti i calciatori eccetto quello incaricato di tirare ed il portiere avversario devono posizionarsi all'interno del terreno di gioco, all'esterno dell'area di rigore, dietro la linea del pallone ed all'esterno dell'arco dell'area di rigore (ovvero a non meno di 9,15 metri dal pallone), e rimanere fermi fino a quando il tiro non è stato eseguito.

Giuseppe Savoldi batte un calcio di rigore con la maglia della nazionale italiana nel 1975

Il portiere difendente dovrà invece rimanere sulla propria linea di porta nel tratto compreso tra i pali e fare fronte all'incaricato fino al momento in cui il pallone sarà in gioco. Egli potrà liberamente eseguire movimenti laterali, purché sempre sulla linea di porta nel tratto compreso tra i pali: al momento dell'impatto del piede del tiratore con il pallone, il portiere deve avere almeno un piede sulla linea di porta. L'arbitro deve essere posizionato all'interno dell'area di rigore, a un'uguale distanza dalla porta e dal punto del calcio di rigore, avendo il giocatore che calcia il rigore alla propria destra. L'assistente dell'arbitro che opera nella metà del terreno di gioco su cui sta eseguendosi il calcio di rigore deve invece posizionarsi nel punto in cui la linea dell'area di rigore interseca la linea di porta, facendo fronte all'arbitro.
Una volta che tutti i calciatori si sono posizionati in conformità alla regola, l'arbitro emette il fischio che autorizza la ripresa di gioco; l'esecutore deve quindi calciare il pallone in avanti, rimettendolo in gioco. È possibile segnare direttamente su calcio di rigore, ma non se ciò porta ad un autogol: in tale caso la rete viene annullata e il gioco riprende con un calcio d'angolo a favore della squadra avversaria.
Se un calcio di rigore viene accordato allo scadere dei tempi regolamentari o dei tempi supplementari, la gara non può terminare fino a che il calcio di rigore non è stato eseguito, ovvero fino a che non sia stata segnata una rete o che il pallone non sia stato bloccato dal portiere avversario, sia uscito dal terreno di gioco o abbia terminato la propria corsa dopo aver colpito un palo, la traversa o il portiere stesso.
Poiché il segnare direttamente su calcio di rigore è una possibilità, è anche possibile eseguire il calcio di rigore passando il pallone a un compagno di squadra, purché il pallone venga passato in avanti rispetto al punto del calcio di rigore e il calciatore che riceve il pallone non entri in area di rigore prima che lo stesso sia messo in gioco. È possibile per il calciatore che effettua il tiro eseguire delle finte durante la rincorsa (per esempio variando la velocità della stessa oppure muovendosi in una direzione per poi tirare nell'altra direzione); egli però non può fare finta di tirare una volta terminata la rincorsa. In questo caso il calciatore sarà ammonito per comportamento antisportivo e il gioco riprenderà con un calcio di punizione indiretto in favore della squadra avversaria, a prescindere dal fatto che il pallone sia entrato in rete o meno.

## Infrazioni e sanzioni
Solitamente, infrazioni al Regolamento commesse al pallone non in gioco non producono effetti tecnici, se non la ripetizione della relativa ripresa di gioco: il calcio di rigore fa però eccezione, stilando diverse casistiche per le infrazioni commesse prima dell'esecuzione del calcio di rigore e, quindi, prima che il pallone fosse in gioco.

### Infrazioni commesse prima che il pallone sia in gioco
Se al momento del fischio dell'arbitro tutti i calciatori sono posizionati correttamente, ma prima che il pallone sia in gioco uno o più calciatori infrangono la regola stessa (ad esempio invadendo l'area di rigore o avvicinandosi a meno di 9,15 metri dal pallone), il gioco dovrà proseguire o essere interrotto, e in tal caso ripreso, in base ai seguenti due punti, che fungono da discriminanti:
- esito del calcio di rigore;
- squadra alla quale appartiene il calciatore reo dell'infrazione.

La seguente tabella riassume le possibili situazioni; le varie righe indicano chi commette l'infrazione, le diverse colonne indicano se il pallone è entrato o meno in porta a seguito dell'esecuzione del calcio di rigore stesso. La tabella deve essere seguita anche quando i calciatori in questione commettano, prima che il pallone sia in gioco, altre scorrettezze o generiche infrazioni alle regole, piuttosto che al semplice posizionamento su calcio di rigore:
| Tipo di infrazione                                                                    | Pallone entrato in rete                                         | Pallone non entrato in rete                                           |
| ------------------------------------------------------------------------------------- | --------------------------------------------------------------- | --------------------------------------------------------------------- |
| Un calciatore attaccante si avvicina più del consentito al punto del calcio di rigore | Ripetizione del tiro                                            | Calcio di punizione indiretto dal punto del calcio di rigore          |
| Un calciatore difendente si avvicina più del consentito al punto del calcio di rigore | Rete valida                                                     | Ripetizione del tiro                                                  |
| Infrazione del portiere                                                               | Rete valida                                                     | Ripetizione del tiro e ammonizione del portiere                       |
| Pallone calciato all'indietro                                                         | Calcio di punizione indiretto                                   | Calcio di punizione indiretto                                         |
| Finta irregolare del tiratore                                                         | Calcio di punizione indiretto e ammonizione                     | Calcio di punizione indiretto e ammonizione                           |
| Rigore tirato da un giocatore diverso da quello incaricato                            | Calcio di punizione indiretto e ammonizione di colui che calcia | Calcio di punizione indiretto e ammonizione di colui che calcia       |
| Infrazione contemporanea del portiere e di chi esegue il tiro                         | Calcio di punizione indiretto e ammonizione di colui che calcia | Ripetizione del tiro e ammonizione di colui che calcia e del portiere |

Poiché il Regolamento stabilisce che il calcio di rigore deve essere eseguito in avanti, calciare il pallone all'indietro costituisce un'infrazione alla procedura, che, come da tabella, risulta in un calcio di punizione indiretto, in favore della squadra avversaria, dal punto del calcio di rigore; tale calcio di punizione viene assegnato anche se il pallone non è mai entrato in gioco proprio in virtù delle particolarità della Regola 14.

### Infrazioni commesse dopo che il pallone è entrato in gioco
Dopo l'esecuzione del calcio di rigore, il calciatore che lo ha effettuato non deve toccare nuovamente il pallone prima che questo venga toccato da qualsiasi altro calciatore: se ciò accade, un calcio di punizione indiretto sarà assegnato alla squadra avversaria nel punto in cui è avvenuta l'infrazione. Se il secondo contatto avviene con le mani, l'arbitro punirà l'infrazione più grave, assegnando un calcio di punizione diretto alla squadra avversaria. Se il calcio di rigore è stato eseguito dal portiere, un calcio di punizione indiretto sarà accordato anche se il secondo tocco avvenisse con le mani, purché unicamente all'interno della propria area di rigore. Qualora il pallone di un rigore colpisse un palo o una traversa e ritornasse in gioco, l'esecutore non potrà toccare di nuovo il pallone finché lo stesso non verrà rigiocato da un altro calciatore.
Se dopo che il pallone è stato calciato e si è mosso in avanti, ma prima che tocchi un palo, la traversa o il portiere avversario e ricada sul terreno di gioco, esso entra in contatto con un agente estraneo, il gioco sarà interrotto, ma non sarà ripreso con una rimessa da parte dell'arbitro come per tutti gli altri casi di contatto con un agente estraneo; il calcio di rigore sarà invece ripetuto. Se il contatto avviene dopo che il pallone è ricaduto sul terreno di gioco dopo aver toccato un palo, una traversa o il portiere avversario il gioco riprenderà regolarmente con una rimessa effettuata dal direttore di gara nel punto in cui si trovava il pallone al momento del contatto con l'oggetto esterno.

## Polemiche sulla regola
Il calcio di rigore è spesso stato bersaglio della critica, ritenendo che gravi eccessivamente sul gioco e sul risultato dell'incontro, in quanto nella maggior parte dei casi porta a segnare una rete. Da quando è stata introdotta la prova televisiva, vengono regolarmente evidenziati numerosi casi di calciatori che simulano di aver subìto un fallo in area di rigore per indurre l'arbitro ad assegnare la massima punizione. Al fine di contrastare la condotta antisportiva sono stati introdotti gli arbitri addizionali, con il compito di controllare il gioco all'interno dell'area di rigore (anche per eventuali gol fantasma).
È stata anche avanzata l'ipotesi di abolire il calcio di rigore: secondo la proposta in questione, l'area di rigore potrebbe servire solamente ad indicare il tratto di campo in cui al portiere è consentito l'utilizzo delle mani, mentre i falli all'interno della stessa verrebbero sanzionati solo con un calcio di punizione.

## Particolarità
- Come già accennato, il tiratore di un calcio di rigore non è obbligato a calciare direttamente in porta:[20] la condizione per riprendere il gioco è semplicemente che il pallone si muova in avanti.[21] Ciò ha generato il cosiddetto «rigore a due» (in inglese «tap penality»), in cui, dopo che l'incaricato del tiro ha calciato, un suo compagno di squadra, che al momento della battuta si trovava fuori area, avanza velocemente verso l'area, prende il pallone e conclude a rete oppure chiude il triangolo. Questo schema espone però al rischio di perdere il pallone, che non può essere toccato nuovamente dal tiratore prima del tocco di un altro giocatore. A rendere celebre il "rigore a due" fu Johan Cruijff, in una partita del campionato olandese (5 dicembre 1982).[22] Il gesto è stato ripreso anche in anni successivi.[23] È possibile colpire il pallone anche di tacco.[24][25]
- A volte il rigore viene eseguito con il cosiddetto "cucchiaio", che consiste in un pallonetto lento e centrale, che in genere spinge il portiere avversario a lanciarsi di lato lasciando libero il centro della porta. È stato eseguito per la prima volta da Antonin Panenka nella finale del campionato europeo di calcio 1976; altri rigori segnati con il cucchiaio sono quello di Francesco Totti (il quale più di una volta ha battuto rigori in questo modo) nella semifinale del campionato europeo di calcio 2000 e quello di Zinédine Zidane nella finale del campionato mondiale di calcio 2006.
- Uno studio inglese ha svelato la formula del «rigore perfetto», calcolando velocità, rincorsa e angolazione del tiro.[26][27]